# Arthur Bjurberg
Arthur Johan Edvard Bjurberg, född 6 januari 1901 i Solna församling, Stockholms län, död 22 oktober 1968, var en svensk tävlingscyklist.
Bjurberg var på sin tid en av Sveriges snabbaste sprinters och vann bland annat svenska mästerskapet på landsväg 10 km 1921, 1922, 1923 och 1925. Han vann tillsammans med sina bröder Erik och Hjalmar Bjurberg svenska mästerskapet i lag på 10 km 1922 och 1923. Vid svenska mästerskapet på 10 km 1922 blev bröderna respektive etta, tvåa och trea. Bjurberg satte 1926 svenskt rekord på 1 mil bana med 14 minuter och 0,7 sekunder. Han var yrkesverksam som mekaniker.